# Cantone di Conlie
Il Cantone di Conlie era una divisione amministrativa dell'arrondissement di Mamers.
È stato soppresso a seguito della riforma complessiva dei cantoni del 2014, che è entrata in vigore con le elezioni dipartimentali del 2015.
Comprendeva i comuni di:
- Bernay
- La Chapelle-Saint-Fray
- Conlie
- Cures
- Degré
- Domfront-en-Champagne
- Lavardin
- Mézières-sous-Lavardin
- Neuvillalais
- Neuvy-en-Champagne
- La Quinte
- Ruillé-en-Champagne
- Sainte-Sabine-sur-Longève
- Saint-Symphorien
- Tennie